# Манасий Поптеодоров
Манасий (Манаси) Попотeодоров (изписване до 1945 година: Манасий попъ Теодоровъ) е български възрожденски учител и музикален деец.

## Биография
Манасий Поптeодоров е роден през 1860 година в свещеническо семейство в сярското село Субашкьой, тогава в Османската империя. По произход е българин. Първоначално образование завършва в родното си село от 1867 до учебната 1872/1873 година. От 1873 до 1877 година учи в Свещеническата прогимназия на Серския манастир, а след това от 1877 до 1880 година е в Сярското гръцко педагогическо училище, в което изучава и теория на западноевропейската музика. Започва работа като учител и до 1899 година преподава 5 години в основно училище и 14 години в класно. Работи като учител в Цариград, но поради болест се мести да преподава в едно лозенградско село. Пътува до Света гора, където изучава стари певчески книги.
В 1892 година преподава и пее в Бургас, България, а в 1894 година в Самоковското богословско училище, където остава до 1899 година. На 8 септември 1899 година е назначен за учител в Битолската българска класическа гимназия, където преподава пеене и Закон Божи. Преподава и в българското класно девическо училище в Битоля. но след това, поканен от екзархийския Свети Синод, се връща в Самоковското училище, което в 1903 година е преместено в София като Духовна семинария  Учителства там до 1925 година, когато се пенсионира. След това чете лекции в Черепишката семинария и пее в различни църкви в София.
Манасий Поптеодоров защитава многовековното псалтикийно източно църковно пеене, което някои композитори като Ангел Букорещлиев и Добри Христов смятат за гръцко и налагат хоровата църковна музика, изградена върху основата на старобългарски напев. Поптеодоров издава няколко църковно-певчески сборника с невмена нотация, които се използват в средните и висши духовни училища.
Умира на 14 октомври 1938 година в София.

## Сборници
- „Воскресник със западни ноти“ (1898 г.),
- „Псалтикийна литургия“ (1905 г.),
- „Кратък воскресник“ (1905 г.),
- „Псалтикийни треби“ (1911 г.),
- „Псалтикиен воскресник – обширен“ (1914 г.),
- „Псалтикийна утрена“ (1914 г.)
- „Псалтикиен минейник“ (1921 г.),
- „Псалтикийни Триод и Пентикостар“ (1922 г.).